# اینسانیکواریوم
اینسانیکواریوم (انگلیسی: Insaniquarium) یک بازی ویدئویی شبیه ساز حیوانات خانگی مجازی است که فلایینگ بیر انترتینمنت آن را در سال ۲۰۰۱ توسعه داده و پاپ‌کاپ گیمز آن را منتشر کرده. قبل از مشارکت پاپ‌کاپ گیمز، این بازی یک بازی جاوا تحت وب بود. پاپ‌کاپ گیمز این بازی را در سال ۲۰۰۴ قابل دانلود قرار داد و در سال ۲۰۰۶ و ۲۰۰۸ گلو موبایل و آستراویر آن را برای تلفن‌های همراه عرضه کردند. گیم پلی به این شکل است که باید یک مخزن پر از ماهی داشته باشد و از آن در برابر حملات بیگانگان محافظت کند.
جرج فن و شرکتش که فلایینگ بیر انترتینمنت نام داشت بیشتر طراحی و ساخت اینسانیکواریوم را به عهده گرفتند. فن قصد داشت که این بازی را در جشنوارهٔ بازی‌های مستقل به نمایش درآورد. او پس از اینکه فهمید بازی به عنوان فینالیست راه یافته است، با پاپ‌کاپ گیمز همکاری کرد تا بازی را قابل دانلود کند. اینسانیکواریوم به دلیل گیم پلی سریع خود یک بازی موفق بود و مورد اسقبال عموم قرارگرفت. تا آوریل سال ۲۰۰۶، ۲۰ میلیون بار دانلود شد.